# At Newport 1963 & 1965
At Newport 1963 & 1965 ist ein Album von Thelonious Monk. Die Aufnahmen, die auf dem Newport Jazz Festival am 3. Juli 1963 und am 4. Juli 1965 entstanden waren, erschienen 2002 als Doppel-CD bei Columbia Records. Zwei Titel des Newport-Mitschnitts von 1963 war bereits auf der B-Seite des Columbia-Albums Miles & Monk at Newport (1963) veröffentlicht worden.

## Hintergrund
Einen Monat nach einer Japan-Tournee, bei der die Alben Monk in Tokyo und Thelonious Monk 1963 in Japan entstanden waren, trat Thelonious Monk mit seinem Quartett aus Charlie Rouse, Butch Warren und Frankie Dunlop auf dem Newport Jazz Festival auf. Bei „Nutty“ und „Blue Monk“ gesellte sich (wohl auf Betreiben des Organisators George Wein) der Klarinettist Pee Wee Russell hinzu, ein Veteran des Chicago-Jazz; man ließ ihn bei den zwei Nummern als zweiten Bläsersolisten gewähren, notierte Thomas Fitterling. Der 57-jährige Pee Wee Russell erlebte Anfang der 1960er Jahre eine Karriere-Renaissance, als er mit Monks Gruppe auf die Bühne trat. Columbia, auf dessen Sub-Label Ember 1963 die LP The Two of Us and Jazz erschienen war, „versuchte ihn als den coolen alten Kerl zu positionieren, der mit der heutigen Musik immer noch etwas am Hut hat,“ meint Matt Cibula, „doch es funktionierte nicht ganz. In der Tat war er mit ‚Nutty‘ und ‚Blue Monk‘ nicht vertraut, hatte nicht mit der Gruppe geprobt und sagte später, dass er ‚diese Art von Musik‘ nicht mochte.“
Nachdem das Thelonious Monk Quartett im Juli 1964 erneut in Newport aufgetreten war, dieses Mal mit Bob Cranshaw am Bass, wurde der Auftritt im folgenden Jahr von Columbia mitgeschnitten. Thelonious Monk spielte mit Charlie Rouse, Larry Gales und Ben Riley die Titel „Off Minor“, „Ruby, My Dear“, „Hackensack“ und erneut als Schlussnummer „Epistrophy“.

## Editorische Hinweise
Zwei Titel der Newport-Mitschnitte von 1963, „Nutty“ und „Blue Monk“, waren bereits 1963 auf dem Columbia-Album Miles & Monk at Newport veröffentlicht worden. Der Titel „Light Blue“ erschien 1965 bei Columbia auf dem Kompilationsalbum Misterioso (Recorded on Tour), „Criss Cross“ 1979 auf Always Know. „Epistrophy“ in der Version von 1963 erschien erstmals 1982 bei der kanadischen Columbia auf der Kompilation Newport Jazz Festival: Live (Unreleased Highlights from 1956, 1958, 1963). Die Musik vom Monk-Auftritt beim Newport Jazz Festival 1965 war bislang unveröffentlicht.

## Titelliste
- Thelonious Monk – At Newport 1963 & 1965 (Columbia  C2K 63905, Legacy C2K 63905)[9]

CD 1 (Newport 1963)
1. Criss Cross 8:12
2. Light Blue 9:54
3. Nutty 13:51
4. Blue Monk 11:24

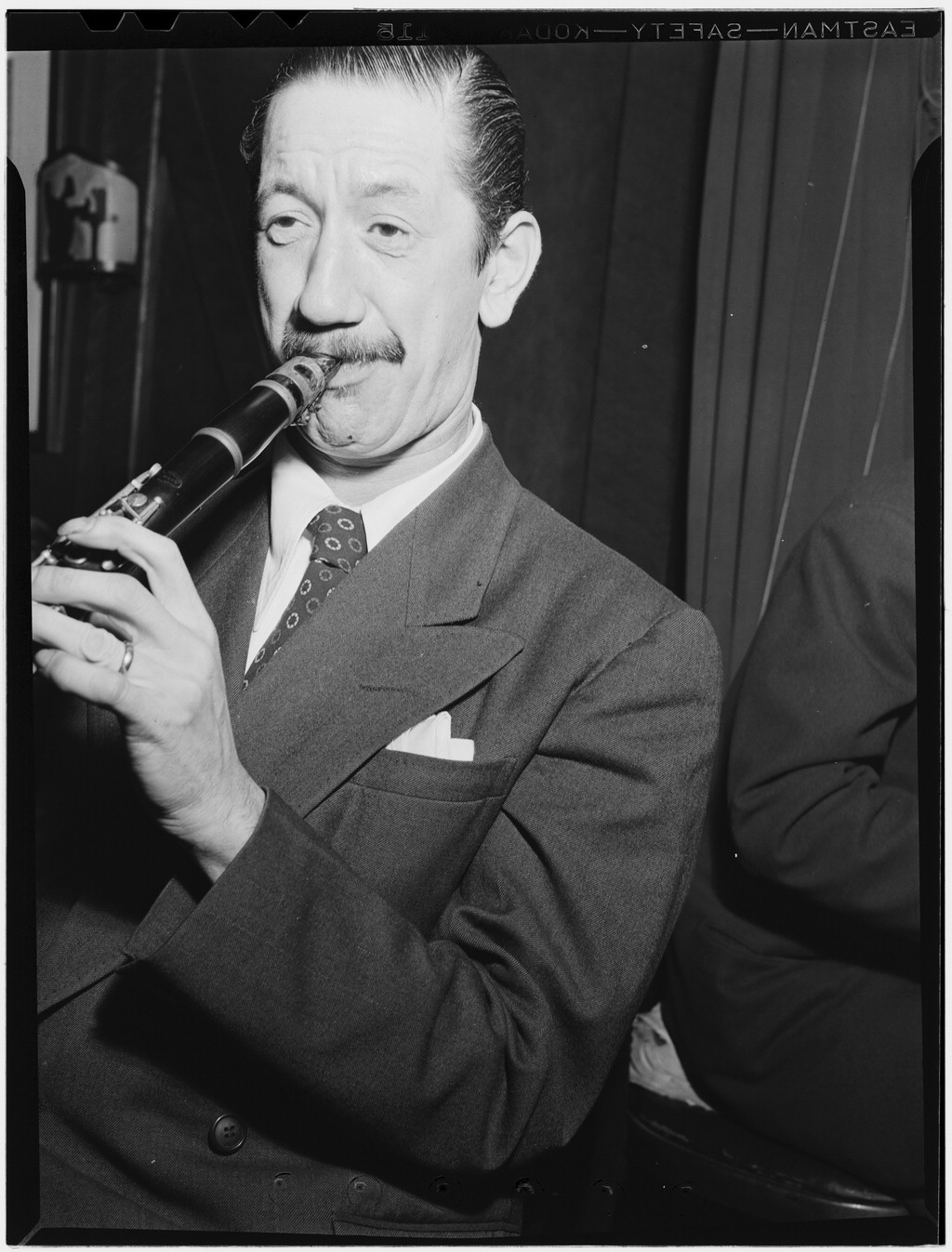
Pee Wee Russell, New York, 1946, Foto: William P. Gottlieb

5. Epistrophy (Kenny Clarke, Th. Monk) 6:34

CD 2 – (Newport 1965)
1. Off Minor 13:20
2. Ruby, My Dear 7:12
3. Hackensack 9:00
4. Epistrophy (K. Clarke, Th. Monk) 5:46

## Rezeption
Ken Dryden vergab an das Album in Allmusic vier Sterne und meinte, das frühere Material mit Charlie Rouse, Butch Warren und Frankie Dunlop ist ernsthaften Monk-Anhängern bereits sehr vertraut, insbesondere die inspirierte Ergänzung (aufgrund des Vorschlags des Festivalproduzenten George Wein) des Klarinettisten Pee Wee Russell bei zwei Titeln. Nach Ansicht des Autors passten Russells dissonante Linien genau dazu, und es sein unfair, ihn dafür zu kritisieren, dass er vorübergehend den Halt verloren hat, als Monk mitten im Solo seines Gastes plötzlich aus „Nutty“ aussteigt, da es vor der Aufführung keine Proben gegeben habe und es auch unwahrscheinlich sei (aber nicht unmöglich), dass Russell mit Monks Aufnahmen sehr vertraut war. Russell habe beim anschließenden „Blue Monk“ keine Probleme, ein geradlinigerer Blues, der den Veteranen zu inspirieren scheint, der normalerweise im Dixieland- oder Chicago-Jazz zu Hause sei, obwohl seine Herangehensweise an das Instrument über diese Grenzen hinauszugehen scheint. Monks Quartettversionen von „Criss Cross“,„Light Blue“ und „Epistrophy“ sind alle erstklassig. beim relativ kurzen, 35-minütigen Set von 1965 hebe sich ein langes, aber leidenschaftliches „Off Minor“ vom Rest der Darbietung ab.
Matt Cibula schrieb 2002 in Pop Matters, „Criss Cross“ (1963) sei „ein diszipliniertes Toben durch eine der kompliziertesten Kompositionen von Monk“ und stelle Rouse heraus, der live genauso druckvoll klinge wie im Studio. Nach Ansicht des Rezensenten sollte Rouses aufgrund seiner Arbeit hier und in der Ballade Light Blue „als einer der besten Live-Solisten in der Jazzgeschichte“ nominiert werden.
Die zweite Platte mit dem bisher unveröffentlichten Set vom 4. Juli 1965 sei eine Entdeckung; Monks Band, bestehend aus Larry Gales am Bass und Ben Riley am Schlagzeug, sei einer der besten des Pianisten, und peitsche durch einige seiner wildesten Songs, „Off Minor“, dieses mysteriöse absteigende Stück, erhalte 13 herrliche Minuten mit viel Solo-Raum für alle Beteiligten; das relativ selten gespielte „Hackensack“ tauche auf seine lebhafte Art und Weise auf und komme mit einem von Gales’ Walking Bass Soli und einigen coolen Interaktionen zwischen ihm und Riley hervorragend zur Geltung. Dieses Quartett war eine gut geölte Maschine (wie auch im Live at the It Club-Set zu hören sei), resümiert der Autor, „und dies ist ein schönes Beispiel dafür, wie großartig sie sein könnten.“
Nach Ansicht von Thomas Fitterling  haben die beiden Titel mit Pee Wee Russell eher den Wert einer Kuriosität; das Spiel der Monk-Mannschaft sei ansonsten nicht sehr einfallsreich.